# 元显魏
元显魏（486年—525年），字光都，河南洛阳人，北魏宗室。

## 先祖
景穆皇帝拓跋晃曾孙，城阳康王拓跋长寿之孙。父亲镇北将军、城阳怀王元鸾。母亲太妃河南乙氏，外祖父东宫中庶子乙延。

## 生平
元显魏开始为员外散骑侍郎，后来转任给事中，加伏波将军。转司徒掾，加宁远将军。正光六年（525年）二月初七日在宣化里宅去世，春秋四十岁，赠假节辅国将军，东豫州刺史。孝昌元年（525年）十月廿六日丁酉葬於金陵。夫人冯熙女长乐冯氏。

## 子女

### 子
- 元崇智（502年—？），字道宗，任左将军府中兵参军。妻河东薛氏。父薛和，故南青州刺史。
- 元崇朗（508年—？）
- 元崇仁（512年—？）
- 元崇礼（513年—？）

### 女
- 元孟容（505年—？），嫁舅舅冯聿之子冯孝纂。
- 元仲容（506年—？），嫁南阳人、兖岐泾三州刺史、新安县世子员标之子员彦。
- 元叔容（510年—？）
- 元季容（515年—？）

## 传记資料
- 《魏故假节辅国将军东豫州刺史元（显魏）公墓志铭》